# فرانكو كاربوني
فرانكو كاربوني (بالإسبانية: Franco Carboni)‏ هو لاعب كرة قدم أرجنتيني وإيطالي، ولد في 4 أبريل 2003 في بوينس آيرس في الأرجنتين.

## وصلات خارجية
- فرانكو كاربوني على موقع إي إس بي إن إف سي (الإنجليزية)
- فرانكو كاربوني على موقع قاعدة بيانات كرة القدم.إي يو (الإنجليزية)
- فرانكو كاربوني على موقع Soccerbase.com (لاعب) (الإنجليزية)
- فرانكو كاربوني على موقع Soccerway.com (الإنجليزية)
- فرانكو كاربوني على موقع عالم كرة القدم.نت (الإنجليزية)